# Isle of Man TT 1951
Isle of Man TT 1951 je bila tretja dirka motociklističnega prvenstva v sezoni 1951. Potekala je na dirkališču Isle of Man.

## Razred 500 cm3
| Poz | Dirkač             | Moštvo | Hitrost     | Čas       |
| --- | ------------------ | ------ | ----------- | --------- |
| 1   | Geoff Duke         | Norton | 150.97 km/h | 2.48.56.8 |
| 2   | Bill Doran         | AJS    | 147.12 km/h | 2.53.19.2 |
| 3   | Cromie McCandless  | Norton | 145.34 km/h | 2.55.27.0 |
| 4   | Tommy McEwan       | Norton | 139.75 km/h | 3.02.26.6 |
| 5   | Manliff Barrington | Norton | 138.55 km/h | 3.04.03.4 |
| 6   | Len Parry          | Norton | 138.21 km/h | 3.04.30.2 |
| 7   | Eric Briggs        | Norton | 137.78 km/h | 3.05.04.6 |
| 8   | Albert Moule       | Norton | 136.12 km/h | 3.07.20.0 |
| 9   | L V Perry          | Norton | 136.04 km/h | 3.07.26.0 |
| 10  | Les Dear           | Norton | 135.37 km/h | 3.08.22.4 |

## Razred 350 cm3
| Poz | Dirkač            | Moštvo    | Hitrost     | Čas       |
| --- | ----------------- | --------- | ----------- | --------- |
| 1   | Geoff Duke        | Norton    | 144.65 km/h | 2.56.17.6 |
| 2   | Johnny Lockett    | Norton    | 141.99 km/h | 2.59.35.0 |
| 3   | Jack Brett        | Norton    | 141.38 km/h | 3.00.24.4 |
| 4   | Mick Featherstone | AJS       | 138.89 km/h | 3.03.35.8 |
| 5   | Bill Lomas        | Velocette | 138.5 km/h  | 3.04.05.6 |
| 6   | Bob Foster        | Velocette | 137.94 km/h | 3.04.51.6 |
| 7   | Cromie McCandless | Norton    | 137.46 km/h | 3.05.31.0 |
| 8   | Rod Coleman       | AJS       | 137.18 km/h | 3.05.53.4 |
| 9   | Ray Amm           | Norton    | 137.07 km/h | 3.06.01.8 |
| 10  | Leslie Graham     | Velocette | 136.85 km/h | 3.06.21.0 |

## Razred 250 cm3
| Poz | Dirkač            | Moštvo     | Hitrost     | Čas       |
| --- | ----------------- | ---------- | ----------- | --------- |
| 1   | Tommy L Wood      | Moto Guzzi | 130.96 km/h | 1.51.15.8 |
| 2   | Dario Ambrosini   | Benelli    | 130.8 km/h  | 1.51.24.2 |
| 3   | Enrico Lorenzetti | Moto Guzzi | 126.71 km/h | 1.55.00.0 |
| 4   | W G Hutt          | Moto Guzzi | 123.7 km/h  | 1.57.48.8 |
| 5   | Arthur Wheeler    | Velocette  | 120.85 km/h | 2.00.39.0 |
| 6   | Fron Purslow      | Norton     | 118.99 km/h | 2.02.28.4 |
| 7   | Sven Sorensen     | Excelsior  | 114.06 km/h | 2.07.44.8 |
| 8   | Frank Cope        | AJS        | 112.63 km/h | 2.09.22.0 |
| 9   | A W Jones         | Excelsior  | 109.81 km/h | 2.12.40.8 |
| 10  | Harold Hartley    | Rudge      | 109.28 km/h | 2.13.20.0 |

## Razred 125 cm3
| Poz | Dirkač            | Moštvo            | Hitrost     | Čas       |
| --- | ----------------- | ----------------- | ----------- | --------- |
| 1   | Cromie McCandless | Mondial           | 120.43 km/h | 1.00.30.0 |
| 2   | Carlo Ubbiali     | Mondial           | 119.68 km/h | 1.00.52.4 |
| 3   | G Leoni           | Mondial           | 115.08 km/h | 1.03.19.8 |
| 4   | Nello Pagani      | Mondial           | 112.76 km/h | 1.04.36.6 |
| 5   | J S Bulto         | Montesa           | 102.11 km/h | 1.11.21.0 |
| 6   | J M Llobet        | Montesa           | 98.44 km/h  | 1.14.01.4 |
| 7   | E V C Hardy       | DOT               | 93.1 km/h   | 1.18.16.2 |
| 8   | H A Grindley      | DMW               | 91.55 km/h  | 1.19.34.6 |
| 9   | L D Caldecutt     | BSA               | 90.72 km/h  | 1.20.19.0 |
| 10  | R C Holton        | Pankhurst Special | 90.68 km/h  | 1.20.24.6 |